# János Bihari
János Bihari, narozen jako János Sipos, (21. října 1764 Veľké Blahovo, Uhersko – 26. dubna 1827 Pešť, Uhersko) byl maďarský cikánský houslista, primáš a hudební skladatel narozený v Uhersku (území současného Slovenska).

## Život
Narodil se ve slovenské obci Veľký Aboň (maďarsky Nagyabony, dnes Veľké Blahovo v okrese Dunajská Streda) jako János Šipoš. Jméno si později změnil na Bihari, protože zjistil, že jeho předkové pocházeli z Biharské župy ve východním Maďarsku, na hranicích s Rumunskem.
Už jako malý chlapec byl obdivován pro svou vynikající hru na housle. V patnácti letech byl primášem vlastní kapely a v osmnácti letech podnikal koncertní turné po Uhersku, Sedmihradsku a po Polsku. Všude se setkával s bezvýhradným nadšením. Záhy se mu dostalo i oficiálního uznání od předních hudebníků té doby i představitelů veřejného života. Hrál v Budíně a v Bratislavě při císařských hostinách i při korunovaci. Ve Vídni byl nazýván „maďarský Beethoven“. Jeho životopisec Ervin Major jej považoval za největšího houslistu Maďarska první poloviny 19. století a Biháriovým houslovým uměním byl okouzlen i skladatel Franz Liszt, který řekl: „Tóny, které vyluzují jeho kouzelné housle, dopadají na náš očarovaný sluch jako slzy.“
Konec jeho koncertní kariéry nastal 4. prosince 1824, když se s ním při návratu z koncertu v Egeru do Pešti převrátil kočár a Bihári si zlomil ruku. Zemřel v bídě 26. dubna 1827. V roce 1964 mu byla v rodné obci odhalena pamětní deska. V Dunajské Stredě stojí pomník se skladatelovou bustou.

## Dílo

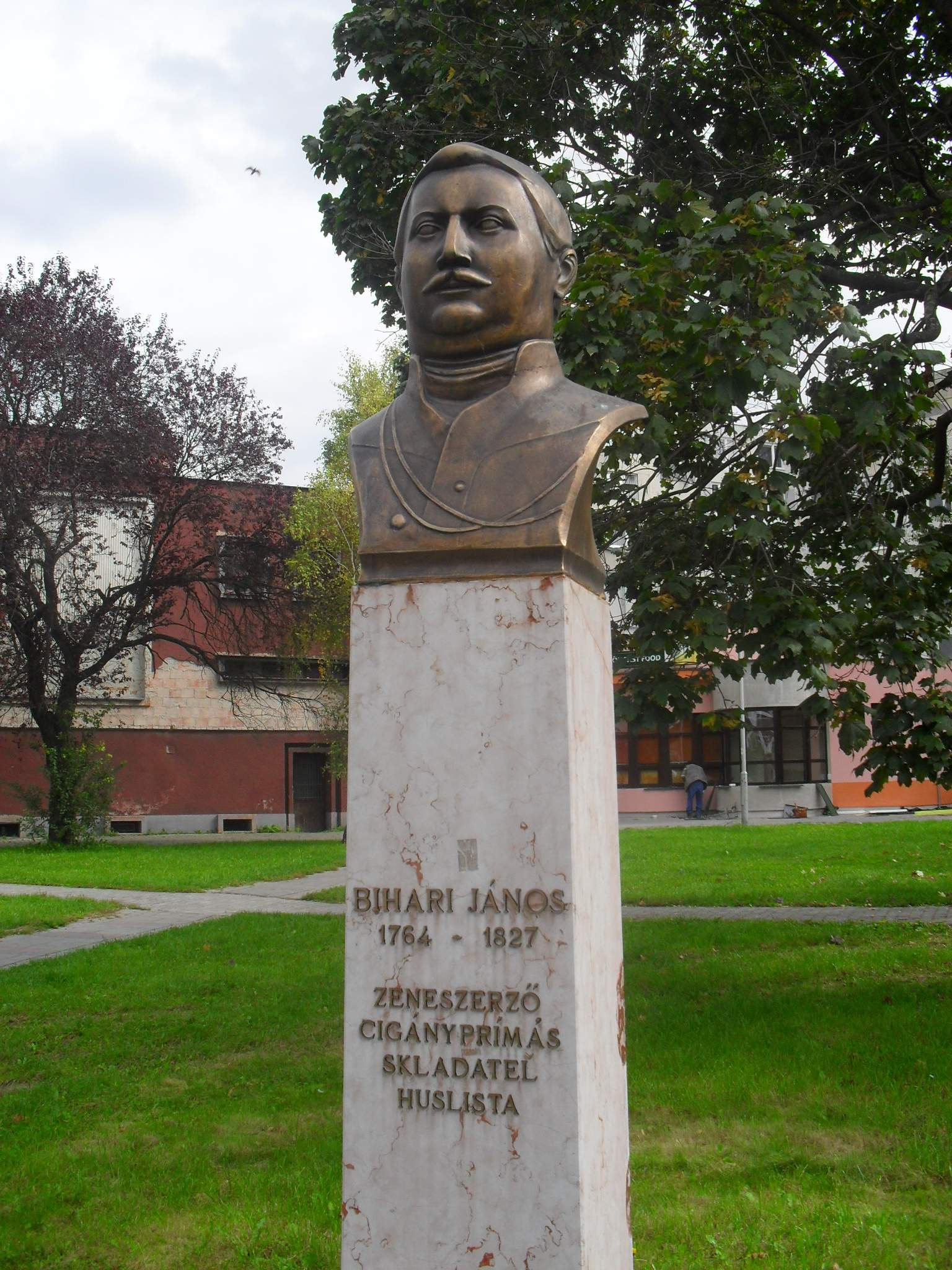
Pomník Jánose Bihariho v Dunajské Stredě

Komponoval verbuňky, tance, čardáše. Některé z nich byly vydány v roce 1890 ve sbírce A régi magyar zené kinczey (Poklady staré maďarské hudby). Mimo tanečních skladeb složil i Requiem inspirované smrtí svého syna.